# Albert Lietaert
Albert Lietaert (Ruddervoorde, 5 december 1882 – De Haan, 11 oktober 1963) was een Belgisch componist, muziekpedagoog en dirigent. Hij is de zoon van de componist, muziekpedagoog en dirigent Henri Lietaert.

## Levensloop
Lietaert leerde al vroeg piano en harmonium te spelen en kreeg bij Gustave Monte harmonieles. In 1901 werd hij muziekleraar aan het Sint Michielscollege in Tielt. Hij was verder pianoleraar en dirigent van het fanfareorkest aan deze school. Aan het begin van de Eerste Wereldoorlog vluchtte hij naar het Verenigd Koninkrijk en werd aldaar lid van de Belgian National Band. Later vertrok hij naar Lisieux waar hij werkte als leraar in een privéschool met Belgische leerlingen (1916-1919). Hij was ook bezig als pianist voor de muzikale begeleiding van de stomme films in de plaatselijke bioscoop. In 1919 kwam hij naar Tielt terug en werd leraar voor solfège. Hij werd dirigent van het symfonisch orkest (1921-1928), maar ook van het operettegezelschap van de accordeonclub. 
In 1904 werd hij tweede dirigent en van 1925 tot 1952 was hij dirigent van De Goede Vrienden Koninklijke Stadsharmonie Tielt. Verder was hij van 1919 tot 1951 dirigent van de Harmonie Deugd en Vreugd aan de normaalschool in Torhout. Aan deze Bisschoppelijke Normaal- en Klosterschool in Torhout was hij ook muziekleraar. Hij was verder dirigent van diverse muziekverenigingen bijvoorbeeld van de Koninklijke Harmonie Sint-Cecilia Ruiselede.
Als componist schreef hij werken voor verschillende genres, zoals voor muziektheater (operettes, toneelmuziek), orkest, harmonie- of fanfareorkest, vocale en kamermuziek. Lietaert had van 1925 tot 1952 ook in muziekwinkel in Tielt.

## Composities

### Werken voor harmonie- of fanfareorkest
- 1962 Flandria - officiële mars van het Muziekverbond van West-Vlaanderen
- De Goede Vrienden (verplicht werk tijdens de muziekwedstrijd in 1951 in Tielt)

### Muziektheater

#### Operettes
| Voltooid in | titel                  | aktes       | première                | libretto       |
| ----------- | ---------------------- | ----------- | ----------------------- | -------------- |
| 1930        | Hooger op!             | 3 bedrijven | 1930, Rumbeke           | Emiel Serroen  |
| 1931        | In den Hommelpluk      | 4 bedrijven | 8 november 1931, Staden | Emiel Serroen  |
| 1945        | De vergulde nachtegaal |             |                         | Jozef De Seyn  |
| 1952        | De ware Jozef          | 3 bedrijven |                         | Jozef De Seyn  |
|             | De Bommelstudent       |             |                         | Camille Soenen |
|             | De moderne boer        |             |                         |                |
|             | Jan Pek                |             |                         |                |
|             | Kermismaandag          |             |                         |                |
|             | Schuitje varen         |             |                         |                |

#### Toneelwerken
- 1925 De Wolf in het gebergte, zangspel in 4 bedrijven - libretto: Emiel Serroen
- Cerena, toneelstuk van Emiel Serroen